# Dancing Queen
Cet article concerne le tube du groupe suédois ABBA. Pour l'album de la chanteuse Cher, voir Dancing Queen (album de Cher).
Singles de ABBA
Fernando
(1976) Money, Money, Money
(1976)
Dancing Queen est une chanson du groupe de pop suédois ABBA, sortie en single en 1976. C'est l'un des tubes les plus emblématiques du groupe et plus largement de l'ère disco. Ce titre connaît un regain de popularité en 1994 lors de la sortie de deux films australiens qui l'utilisent dans leur bande-son : Priscilla, folle du désert et Muriel.
ABBA a également enregistré une version espagnole de ce titre, La reina del baile, pour le marché d'Amérique latine. Comme les autres versions hispanophones des succès du groupe, cette reprise est présente sur l'album ABBA Oro: Grandes Éxitos.
Le 18 juin 1976, ABBA a interprété cette chanson lors d'un spectacle télévisé organisé en l'honneur du roi Charles XVI Gustave de Suède, qui allait se marier le lendemain avec Silvia Sommerlath.
En 2015, la chanson a reçu le Grammy Hall of Fame Award.

## Classement
| Classement de 1976–1977        | Position |
| ------------------------------ | -------- |
| Australie                      | 1        |
| Autriche                       | 4        |
| Belgique                       | 1        |
| Royaume-Uni                    | 1        |
| Canada                         | 2        |
| Danemark                       | 1        |
| Pays-Bas                       | 1        |
| Eurochart Hot 100              | 1        |
| Finlande                       | 3        |
| France                         | 4        |
| Allemagne                      | 1        |
| Irlande                        | 1        |
| Italie                         | 14       |
| Japon                          | 19       |
| Mexique                        | 1        |
| Nouvelle-Zélande               | 1        |
| Norvège                        | 1        |
| Rhodésie                       | 1        |
| Afrique du Sud                 | 1        |
| URSS                           | 1        |
| Espagne                        | 10       |
| Suède                          | 1        |
| Suisse                         | 3        |
| États-Unis (Billboard Hot 100) | 1        |

## Reprises
La chanson est chantée dans la comédie musicale Mamma Mia ! dont la première a eu lieu le 6 avril 1999 à Londres.
On peut ensuite entendre la chanson dans les adaptations cinématographiques de la comédie musicale, Mamma Mia! (2008) de Phyllida Lloyd puis Mamma Mia! Here We Go Again (2018) de Ol Parker.
En 2018, Cher reprend la chanson sur son album Dancing Queen.
En 2022, Jacob Collier et Alita Moses reprennent la chanson et elle y figure sur l'album "Piano Ballads - Live From The Djesse World Tour 2022" .

## Réutilisations
Dancing Queen apparaît dans la bande-son de deux films australiens sortis en 1994 : Priscilla, folle du désert et Muriel.
Le titre est repris en 2011 par la série Glee dans l'épisode 20 de la saison 2.
Le titre a été utilisé par Theresa May lors de son entrée à la conférence des Tories de 2018.
Ce hit est également repris devant Buckingham Palace par les membres de la comédie musicale Mamma Mia ! pour clore les célébrations du jubilé de platine de la reine Elisabeth II en juin 2022.